# Ellenbogengesellschaft
Das Schlagwort Ellenbogengesellschaft oder auch Ellbogengesellschaft ist im ausgehenden 20. Jahrhundert entstanden und wurde 1982 zum Wort des Jahres in Deutschland gewählt. Das Wort ist abgeleitet von der Redewendung den Ellenbogen benutzen im Sinne vom Einsatz der Ellbogen, etwa beim Vordrängeln, bei Raufereien oder in sportlichen Wettkämpfen zur Behinderung von Konkurrenten.
Als Ellbogengesellschaft wird eine als abzulehnend verstandene Gesellschaftsordnung bezeichnet, die auf Egoismus, Konkurrenz, Rücksichtslosigkeit und Eigennutz basiert und bei der also die sozialen Denkweisen und Verhaltensnormen unterentwickelt sind.